# 표현대리
표현대리(表見代理)는 무권대리(無權代理) 즉 대리권이 없는 자가 대리인이라 칭하고 행하는 행위 가운데 그 대리인이라 칭하는 자(무권대리인)와 본인과의 사이에 특수한 관계가 있기 때문에 본인에 관하여 대리권이 진실로 존재한 것과 같은 효과를 생기게 하는 제도이다.

## 개요
무권대리인과 본인과의 사이에 특수한 관계가 있을 때는 오히려 본인의 이익을 희생하여도 상대방을 보호하는 것이 도리어 대리제도의 운용을 원활히 하여 모든 거래의 안전을 보호하는 것이 그 취지이다. 표현대리가 성립하려면 상대방에게 대리권의 소멸에 대해서 선의이고 무과실이어야 한다.

### 인정되는 경우

##### 본인이 특정한 자에게 대리권을 부여하였음을 표시한 때(민법 제125조).
예를 들면 A가 신문광고에 의해 B를 수금의 대리인으로 한 것을 표시하였으나 실은 무엇인가의 사정에 의해 대리권을 수여(授與)하지 않았다는 경우 등이 그 예이다. 이 표현대리는 토목건축의 도급인이 하도급인에게 자기의 명의로 거래하는 것을 묵인하는 경우에도 적용된다.

##### 다소의 범위의 대리권 있는 자가 그 권한 외의 행위를 한 경우에 상대방이 권한 내의 행위라고 믿을 만한 정당한 이유가 존재할 때(126조)
본인으로부터 그의 소유 부동산에 저당권을 설정할 수 있도록 권리증·실인(實印)·인감 증명서를 교부받은 자가 그것들을 제시하고 위의 부동산을 매각한 경우 등이다.

##### 대리인이 대리권의 소멸 후 다시 대리인으로서 행위를 한 경우에 상대방이 과실 없이 대리권의 소멸을 알지 못했을 때(129조)
예를 들면 수금이 대리인이 해고된 후에 대리인으로서 집금한 경우 등이다. 이상의 경우에 본인은 상대방에 대하여 무권대리라고 주장하지 못한다.

## 판례
- 민법 제126조 표현대리는 대리인이 본인을 위한다는 의사를 명시 혹은 묵시적으로 표시하거나 대리의사를 가지고 권한 외의 행위를 하는 경우에 성립하고, 사술을 써서 위와 같은 대리행위의 표시를 하지 아니하고 단지 본인의 성명을 모용하여 자기가 마치 본인인 것처럼 기망하여 본인 명의로 직접 법률행위를 한 경우에는 특별한 사정이 없는 한 위 법조 소정의 표현대리는 성립될 수 없다. 처가 제3자를 남편으로 가장시켜 관련 서류를 위조하여 남편 소유의 부동산을 담보로 금원을 대출받은 경우, 남편에 대한 민법 제126조 소정의 표현대리책임을 부정한다.[1]

- 오피스텔을 분양받으려는 상대방으로서는 본인에게 중개인의 대리권 유무를 확인하여 보았더라면 그가 단순한 중개인에 불과하고 오피스텔의 매매대금을 수령할 대리권이 없다는 점을 쉽게 알 수 있었을 것임에도 이를 게을리한 과실이 있고, 나아가 본인이 중개인에게 오피스텔의 분양중개를 부탁한 것을 가지고 오피스텔 분양에 관련한 어떤 대리권을 수여한 것을 가지고 오피스텔 분양에 관련한 어떤 대리권을 수여한 것이라고 볼 수도 없다고 보아 민법 제125조의 표현대리에 해당하지 않는다.[2]

- 민법 제126조 소정의 권한을 넘는 표현대리 규정은 거래의 안전을 도모하여 거래상대방의 이익을 보호하려는데에 있으므로 법정대리라고 하여 임의대리와는 달리 그 적용이 없다고 할 수 없고, 따라서 한정치산자의 후견인이 친족회의 동의를 얻지 않고 피후견인의 부동산을 처분하는 행위를 한 경우에도 상대방이 친족회의 동의가 있다고 믿은 데에 정당한 사유가 있는 때에는 본인인 한정치산자에게 그 효력이 미친다.[3]

- 권한을 넘은 표현대리에 있어서 대리인에게 그 권한이 있다고 믿을 만한 정당한 이유가 있는지의 여부를 판정할 시기-권한을 넘은 표현대리에 있어서 무권대리인에게 그 권한이 있다고 믿을 만한 정당한 이유가 있는가의 여부는 대리행위(매매계약) 당시를 기준으로 결정하여야 하고 매매계약 성립 이후의 사정은 고려할 것이 아니다.[4]

- 과거에 가졌던 대리권이 소멸되어 민법 제129조에 의하여, 표현대리로 인정되는 경우에, 그 표현대리의 권한을 넘는 대리행위가 있을 때에는 민법 제126조에 의한 표현대리가 성립할 수 있다.[5]

- 유권대리에 관한 주장 속에 무권대리에 속하는 표현대리의 주장이 포함되어 있지 않다.[6]

- 공정증서가 채무명의로서 집행력을 가질 수 있도록 하는 집행인낙 표시는 공증인에 대한 소송행위로서 이러한 소송행위는 민법상의 표현대리 규정이 적용 또는 준용될 수 없다[7]

- 이사회의 심의, 결정을 거쳐야 하는 재산의 처분 등에 관하여는 법률상 그 권한이 제한되어 이사회의 심의, 결정 없이는 이를 대리하여 결정할 권한이 없는 것이라 할 것이므로 이사장이 한 학교법인의 기본재산 처분행위에 관하여는 민법 제126조의 표현대리에 관한 규정이 준용되지 아니한다[8]

### 소송행위에 있어 표현대리법리의 인정여부
- 소송행위는 민법상의 표현대리규정을 적용 또는 유추적용될 수가 없는 것이다[9]

## 같이 보기
- 대리
- 무권대리
- 대한민국 민법 제126조